# Guerra tra i pianeti
Guerra tra i pianeti (Killers from Space) è un film di fantascienza del 1954 diretto dal regista W. Lee Wilder.

## Trama
Douglas Martin è uno scienziato che lavora sui test nucleari militari. Durante un volo nel quale raccoglie i dati, Doug ha un incidente e l'aereo si schianta al suolo. Si riprende all'ospedale dei militari ritrovandosi incolume dall'incidente, tranne che per una strana cicatrice sul petto. Sembra non ricordarsi nulla dell'incidente, ma inizia a comportarsi in modo strano, tanto che le autorità chiamano l'FBI sospettando che sia una spia del nemico. Viene così sospeso e costretto a prendersi una pausa: il suo progetto verrà portato avanti senza di lui.
I test atomici di Doug sono eseguiti a sua insaputa, ma lui riesce a rubare i risultati e poi, tornato in macchina alla zona dove il suo aereo si era schiantato, li nasconde sotto una roccia. L'agente dell'FBI che le autorità avevano richiamato, e che lo aveva pedinato, si mette ad inseguirlo e lo cattura. Una volta riportato all'ospedale, a Doug viene somministrato il siero della verità; racconta allora di essere stato catturato da una razza di extraterrestri provenienti da Astron Delta, che lo hanno portato nella loro base sotterranea. Secondo il suo racconto, questi alieni dotati di occhi abnormi pianificano di conquistare la Terra sterminando gli umani con rettili e insetti divenuti giganteschi per via delle radiazioni prodotte dai test atomici.
Doug intuisce che gli alieni hanno utilizzato dell'energia elettrica rubata per controllare il loro potente apparato e hanno bisogno, per attuare il loro piano, dei risultati del test nucleare, gli stessi che lui ha nascosto; intuisce anche che gli alieni devono averlo ipnotizzato per carpirgli le informazioni a sua conoscenza, cancellandogli poi la memoria. L'agente dell'FBI e il Colonnello Banks sono però increduli alla storia di Doug, così decidono di segregarlo nell'ospedale.
Con alcuni calcoli eseguiti con un regolo calcolatore, Doug determina che se disattiverà il generatore elettrico dal quale gli alieni prendono l'energia per almeno dieci secondi, causerà un sovraccarico alle loro apparecchiature di distruzione. Doug riesce a sfuggire dall'ospedale, raggiungere il generatore elettrico e convince un tecnico a spegnerlo come aveva calcolato: la base sotterranea degli invasori alieni esplode, secondo le sue previsioni, e la Terra è salva.

## Distribuzione
Il film fu distribuito in Italia dalla Globe Films International con un certo ritardo, nel 1957, doppiato dalla CDC.
La pellicola è entrata nel pubblico dominio negli Stati Uniti.

## Critica
(Fantafilm)